# Arthur Sorin
Arthur Sorin (* 1. November 1985 in Laval) ist ein ehemaliger französischer Fußballspieler. Der Sohn des ehemaligen Profis Michel Sorin spielte mehrere Jahre in Nordeuropa und wurde jeweils einmal schwedischer Meister und Pokalsieger.

## Werdegang

### Karrierestart in Frankreich
Sorin war in seiner Jugend ausschließlich für Stade Rennes aktiv. 2003 gewann er mit der Nachwuchsmannschaft die Coupe Gambardella, den französischen Pokalwettbewerb für Jugendmannschaften. Im Finalspiel kam er ab der 84. Spielminute zu einem Kurzeinsatz, als er für Sylvain Macé eingewechselt wurde. Zwei Jahre später erhielt er zusammen mit den Nachwuchsspielern Simon Pouplin und Stéphane Mbia einen Profivertrag beim Klub. Zwei Monate später gab der Klub ein Leihgeschäft mit dem Amateurverein Vannes Olympique Club bekannt. Nach einem Jahr kehrte er zu Stade Rennes zurück, konnte sich dort aber nicht durchsetzen und lief lediglich für die Reservemannschaft auf.

### Erfolge in Schweden
In der Winterpause der Spielzeit 2006/07 verließ Sorin daher sein Heimatland und schloss sich dem schwedischen Klub Kalmar FF an. In der Allsvenskan etablierte er sich als Stammspieler in der linken Abwehrseite. Mit dem Klub erreichte er in seinem ersten Jahr in Schweden neben der Vizemeisterschaft das Pokalfinale. Unter seiner Mithilfe – er bestritt die Partie über die komplette Spieldauer – konnte IFK Göteborg durch zwei Tore von César Santin und einen Treffer von Patrik Ingelsten mit 3:0 besiegt werden.
In der Spielzeit 2008 kam er in 21 Partien zum Einsatz und half somit dem Klub zum erstmaligen Gewinn des Lennart-Johansson-Pokals als schwedischer Meister. Zudem zog man erneut ins Pokalfinale ein, in dem Sorin inklusive Verlängerung durchspielte. IFK Göteborg gelang jedoch im Elfmeterschießen die Revanche für die Vorjahresniederlage.

### Kurzstation in Dänemark und Rückkehr nach Frankreich
Nach zwei Jahren in der Allsvenskan gab Sorin seinen Abschied von Kalmar FF bekannt. Im Januar 2009 wechselt er ablösefrei nach Dänemark zum mehrmaligen Meister Aarhus GF. Sein Vertrag beim dänischen Erstligisten läuft dreieinhalb Jahre. Bei seinem neuen Klub debütierte er im ersten Spiel nach der Winterpause, letztlich kam er bis zum Saisonende jedoch nur unregelmäßig zum Einsatz.
Im Juli des Jahres gab der französische Klub CS Sedan die Verpflichtung Sorins für eine Spielzeit auf Leihbasis bekannt. Der in der Ligue 2 antretende Klub Verein vereinbarte eine Kaufoption. Diese wurde aber nicht wahrgenommen und so spielte er noch bis 2015 weiter in Dänemark. Zur Saison 2015/16 wechselte er dann zurück in die Heimat und schloss sich dem Amateurverein AS Vitré an.

## Erfolge
- Schwedischer Meister: 2008
- Schwedischer Pokalsieger: 2007
- Coupe Gambardella: 2003